# Intestino tenue
L'intestino tenue o piccolo intestino (lat. intestinum tenue) è la prima parte dell'intestino dove il chimo si trasforma in chilo. È l'organo più lungo di tutto l'apparato digerente.
L'intestino tenue è lungo circa 3/4 m e il suo diametro è di 2,5 cm se ripiegato su sé stesso. Esso viene distinto in tre porzioni: duodeno, digiuno e ileo. In esso si completa la scomposizione chimica degli alimenti e avviene l'assorbimento di quasi tutte le sostanze nutritive.

## Disposizione e rapporti
L'intestino tenue è un organo cavo di forma tubulare, con una lunghezza media di 6,5 metri, ma variabile dai 5 agli 8 m. Incomincia a partire dallo sfintere pilorico e termina con la valvola ileocecale nell'ileo terminale, connette perciò lo stomaco all'intestino crasso. È diviso in tre parti: duodeno, digiuno e infine ileo.
Sulle pareti interne dell'intestino tenue sono presenti delle piccole estroflessioni della mucosa che servono per aumentare l'assorbimento: i villi intestinali, costituiti da un epitelio cilindrico semplice, formato in prevalenza da enterociti, i quali presentano minuscole estroflessioni, i microvilli, che, nel loro insieme, formano l'orletto striato. 
L'epitelio del tenue è composto principalmente da due tipi di cellule:
- gli enterociti, cellule assorbenti dotate di microvilli che secernono enzimi che andranno a costituire il succo enterico;
- le cellule caliciforme, che producono il muco (la cui funzione è di proteggere la parete interna dell'intestino tenue).

Nella prima parte del tenue (duodeno) vengono secreti alcuni enzimi (tra cui l'amilasi pancreatica, la chimotripsina, la tripsina, la maltasi, la saccarasi, l'amminopeptidasi, la nucleasi, ecc.) che idrolizzano i glucidi, i lipidi, gli acidi nucleici e i protidi. Alcuni enzimi vengono prodotti in apposite ghiandole (pancreas, fegato, cistifellea) e arrivano all'intestino per compiere la degradazione molecolare dei vari alimenti. Dal pancreas, per esempio, giungono il tripsinogeno (enzima inattivo della tripsina) e il chimotripsinogeno (enzima inattivo del chimotripsina) e, una volta giunti nel tenue, vengono attivati: se gli enzimi fossero attivati già a livello pancreatico, questi distruggerebbero la parete della ghiandola (provocando gravi danni); a causa di ciò, gli enzimi vengono attivati (energia di attivazione) negli 'organi bersaglio'.

### Duodeno

Tratto del duodeno

Il duodeno è il primo -nonché il più corto, spesso e fisso- tratto dell'intestino tenue; esso si sviluppa al di sopra dell'ombelico. È lungo circa 25 cm; la sua forma ricorda quella di una "C" con il tratto inferiore allungato, la cui convessità è rivolta a destra e la curva è antero-posteriore; questo fa sì che il terzo e il quarto tratto del duodeno si trovino posteriormente al primo e al secondo tratto. Sino alla metà del primo tratto (2,5–3 cm dal piloro) il duodeno è intraperitoneale; per il resto del suo decorso è retroperitoneale, con una piccola porzione intraperitoneale a livello dell'angolo duodeno-digiunale. Il duodeno è posteriore al lobo quadrato del fegato, al collo della cistifellea, all'arteria e alla vena mesenterica superiore, mentre è anteriore rispetto al mesocolon trasverso, al condotto biliare, alla vena porta, alla vena cava inferiore, all'aorta, agli ureteri, all'arteria gastroduodenale, ai due reni.

### Digiuno

Tratto del digiuno e dell'ileo

Il digiuno è il secondo tratto dell'intestino tenue; la sua lunghezza media è di 2,5 metri. Qui l'assorbimento è massimo, di conseguenza rimane spesso vuoto; da qui la denominazione "digiuno", in quanto nei cadaveri si trova per massima parte privo di contenuto.

### Ileo
L'intestino tenue mesenteriale è completamente avvolto dal peritoneo che lo tiene ancorato alla parete addominale posteriore mediante un meso a ventaglio (mesentere).
Nell'uomo misura dai 2 ai 4 metri.
Nell'intestino tenue si trovano i villi intestinali, piccolissime strutture molto utili al processo assimilativo, in quanto, essendo delle pieghe della parete interna dell'intestino tenue, aumentano di molte volte la superficie interna di questo organo massimizzando e accelerando il processo di assorbimento delle sostanze nutritive.
Se si osservano le cellule epiteliali di un villo al microscopio elettronico, si vedono molte altre minuscole estroflessioni della loro superficie, dette microvilli che si estendono verso l'interno dell'intestino.

## Anatomia microscopica

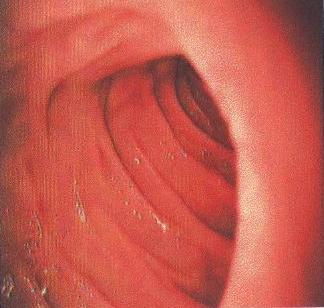
Interno del duodeno

La parete dell'intestino tenue si solleva in una serie di dispositivi intesi ad ampliare la superficie di assorbimento.
Sono vistose le pieghe circolari (altezza di 1 cm) o valvole conniventi costituite dall'innalzamento di tonaca mucosa e sottomucosa. 
La tonaca mucosa è ulteriormente  sollevata in estroflessioni, i villi intestinali. 
Infine la membrana apicale degli enterociti si solleva in microvilli. Nella lamina propria dell'intestino tenue mesenteriale si trovano molte ghiandole tubulari semplici.
Sul fondo di tali ghiandole sono presenti piccole masse di tessuto linfoide sotto forma di noduli linfatici isolati o aggregati (MALT) la cui funzione è quella di limitare l'attacco di popolazioni batteriche presenti negli alimenti e intanto mantenere in equilibrio le popolazioni batteriche del microbiota umano.
Nella tonaca sottomucosa del duodeno sono presenti ghiandole tubuloalveolari a secrezione mucosa (ghiandole di Brünner) che secernono liquido a pH alcalino per contrastare quello acido dello stomaco. Allontanandosi ancor di più dal lume dell'intestino si trova la tonaca muscolare, composta (come nella maggior parte delle altre tonache muscolari del sistema digestivo) da uno strato circolare interno e longitudinale esterno. I muscoli di entrambi gli strati sono lisci.

## Funzionamento
La maggior parte della digestione chimica delle macromolecole che costituiscono il cibo avviene nell'intestino tenue, dal quale le sostanze nutritive vengono poi assorbite passando nel sangue.
Nell'intestino tenue si completa la digestione delle proteine incominciata nello stomaco. A differenza dell'amido e delle proteine, quasi tutto il grasso contenuto nel cibo rimane completamente indigerito fino a quando raggiunge il duodeno.

### Interazione sistemica
Al processo digestivo che avviene nell'intestino tenue contribuiscono due grandi ghiandole:
- Pancreas, produce enzimi digestivi e una soluzione basica ricca di bicarbonato che neutralizza l'acidità del chimo al suo arrivo nell'intestino tenue;
- Fegato, svolge molte funzioni tra cui la produzione di bile che rende i grassi più facilmente attaccabili da parte degli enzimi. La cistifellea raccoglie la bile fino al momento in cui viene riversata nell'intestino.

Altre sostanze sono il succo enterico e il succo pancreatico (prodotte rispettivamente dall'intestino tenue e dal pancreas) che completano la digestione di proteine (scomposte in amminoacidi), carboidrati (scomposti in zuccheri semplici) e grassi (scomposti in acidi grassi e glicerolo).